# Protoptila resolda
Protoptila resolda är en nattsländeart som beskrevs av Martin E. Mosely 1937. Protoptila resolda ingår i släktet Protoptila och familjen stenhusnattsländor. Inga underarter finns listade i Catalogue of Life.